# Sud (película)
Sud es una película italiana de 1993 dirigida por Gabriele Salvatores. Ganó el premio a mejor banda sonora y logró una nominación como mejor historia original en los premios Nastro d'argento en 1994. También obtuvo el premio a mejor sonido y una nominación a mejor banda sonora en los David de Donatello ese mismo año. Por su desempeño, Silvio Orlando fue nominado como mejor actor en este último evento.

## Sinopsis
Durante una cálida tarde de domingo primaveral en un pequeño pueblo del sur de Italia, la apertura del lugar de votación se ve interrumpida por tres ciudadanos italianos y un eritreo que están desempleados, enojados y armados. Amenazan con ocupar la escuela diseñada para la votación. Comienzan a negociar con la policía, pero finalmente los cuatro hombres se ven obligados a retirarse.

## Reparto
- Silvio Orlando: Ciro
- Gigio Alberti: Gianni
- Claudio Bisio: Giacomo Fiori
- Francesca Neri: Lucía
- Renato Carpentieri: Cannavacciuolo
- Antonio Catania: Elia
- Marco Manchisi: Michele
- Ighèzu Mussiè: Munir
- Antonio Petrocelli: Coronel